# Andreas Mahler
Andreas Mahler (* 1957 in München) ist ein deutscher Anglist.

## Leben
Mahler promovierte 1991 im Hauptfach Englische Literaturwissenschaft sowie in Französischer und Neuerer Deutscher Literaturwissenschaft an der Ludwig-Maximilians-Universität München, wo er sich 2006 für das Fach Englische Philologie habilitierte. Seit 2008 war er Universitätsprofessor für Intermedialität (Anglistik) an der Universität Graz. Er wechselte 2011 an die Freie Universität Berlin auf die W3-Professur für Englische Philologie/Literaturwissenschaft (Englische Literatur von der Renaissance bis zur Gegenwart mit besonderer Berücksichtigung systematischer Theoriebildung).
Seine Forschungsschwerpunkte sind Erkenntnistheorie der Frühen Neuzeit, Handlungsplanung auf der Bühne der Frühen Neuzeit, elisabethanische Satire, Genres der Frühen Neuzeit und London als Zentrum der Frühen Neuzeit.

## Schriften (Auswahl)
- Moderne Satireforschung und elisabethanische Verssatire.Textheorie, Epistemologie, Gattungspoetik. Fink, München 1992, ISBN 3-7705-2753-4.
- mit Volker Klotz, Wolfram Nitsch, Roland Müller, Hanspeter Plocher: Komödie. Etappen ihrer Geschichte von der Antike bis heute. Fischer, Frankfurt am Main 2013, ISBN 978-3-10-039330-2. (Rezension Rezension)